# Port de Simpson
Le Port de Simpson ou Simpson Harbour est un port abrité de Blanche Bay, sur la péninsule de Gazelle, à l'extrême nord de la Nouvelle-Bretagne, la plus grande de l'archipel Bismarck qui fait partie de la Papouasie-Nouvelle-Guinée.
Le port porte le nom du capitaine Cortland Simpson, qui a arpenté la baie alors qu'il commandait le HMS Blanche en 1872. L'ancienne capitale Rabaul se trouve sur ses rives.
Le port fait partie d'une immense caldeira inondée, la caldeira de Rabaul. Le port est entouré de plusieurs volcans.

## Histoire
Le Corps expéditionnaire naval et militaire australien a capturé Rabaul pendant la Première Guerre mondiale après être entré dans Simpson Harbour.
Pendant la Seconde Guerre mondiale, les Japonais impériaux ont utilisé le port comme une base navale importante. Environ 65 navires japonais ont été coulés dans le port par les attaques aériennes alliées.
La reddition des forces japonaises de Nouvelle-Guinée, de Nouvelle-Bretagne et des îles Salomon a eu lieu le 6 septembre 1945 lors d'une cérémonie à bord du porte-avions HMS Glory. Les Japonais étaient représentés par le général Hitoshi Imamura, commandant de la 8e armée de zone, et l'amiral Jinichi Kusaka, commandant de la flotte de la zone sud-est.

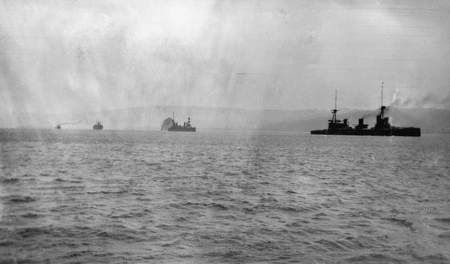
L'escadron australien entrant dans le port de Simpson, à Rabaul, en septembre 1914.
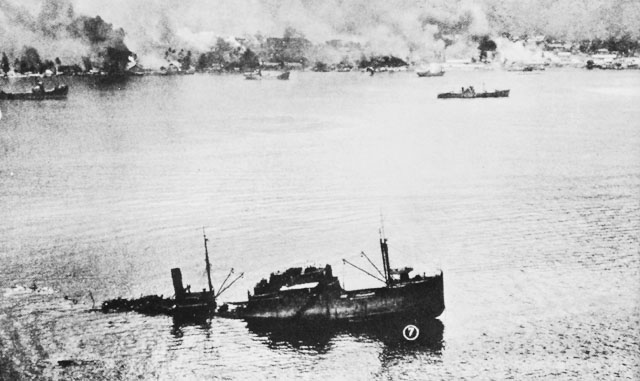
Navires de transport japonais coulés dans le port de Simpson à Rabaul (1943).
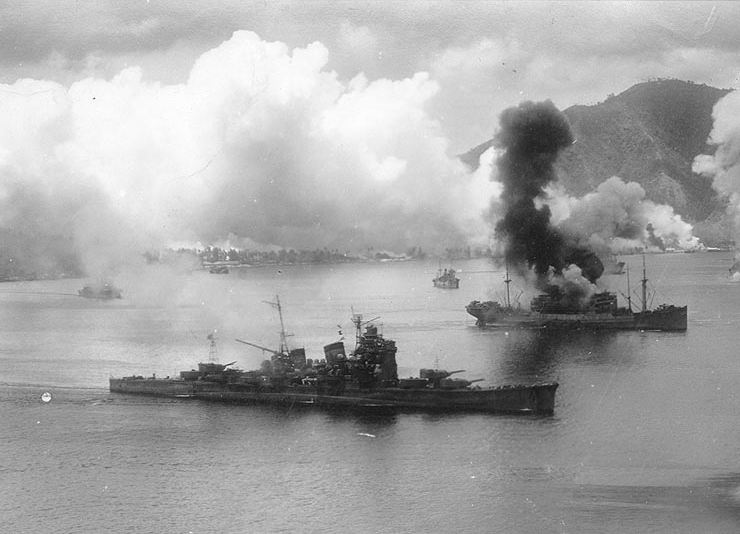
Des avions de l'USAAF attaquent des navires japonais, 2 novembre 1943.
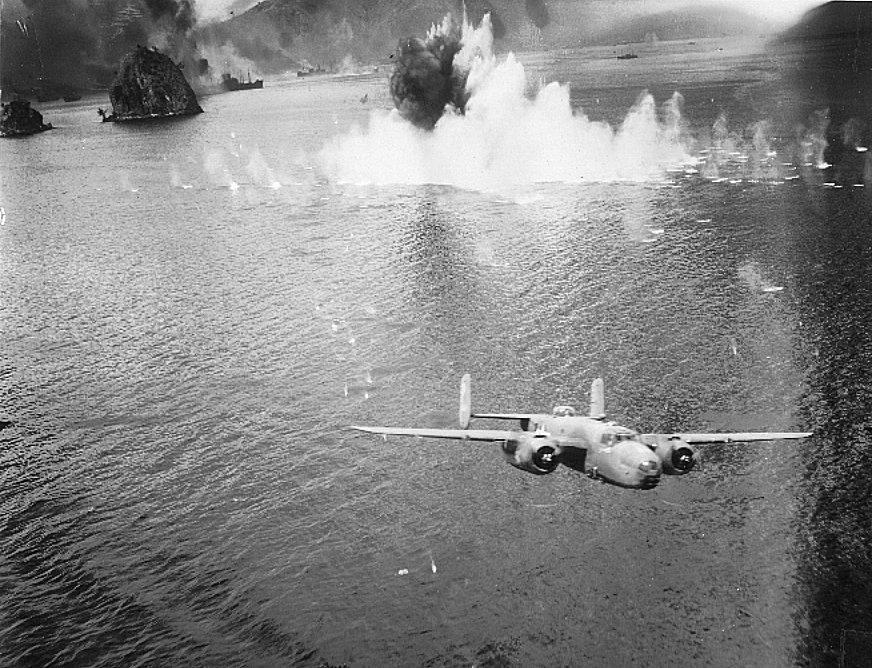
Le 90e Escadron de bombardement lors de l'attaque du 2 novembre 1943 sur le port de Simpson.

## Source
- (en) Cet article est partiellement ou en totalité issu de l’article de Wikipédia en anglais intitulé « Simpson Harbour » (voir la liste des auteurs).